# أشلي (اسم)
أشلي (بالإنجليزية: Ashley)‏ اسم علم شخصي مذكر من أصل إنجليزي أنجلوسكسوني قديم معناه المرج، يعتبر اسم لكلا الجنسين ويعتبر من أكثر الأسماء المنتشرة في إنجلترا والولايات المتحدة.

## الشخصيات
- أشلي كول لاعب كرة قدم إنجليزي
- أشلي لونغ ممثلة إنجليزية
- أشلي جونسون ممثلة أمريكية
- أشلي يونغ لاعب كرة قدم إنجليزي
- أشلي بينسون ممثلة وعارضة أزياء إنجليزية
- أشلي بارتي لاعبة كرة مضرب أسترالية
- أشلي بورتش ممثلة ومغنية أمريكية
- آشلي جود ممثلة أمريكية
- أشلي فيشر لاعب كرة مضرب أسترالي
- أشلي كوبر لاعب كرة مضرب أسترالي
- أشلي هاركلرود لاعبة كرة مضرب أمريكية
- آشلي تيسديل ممثلة أمريكية
- آشلي غرين ممثلة أمريكية
- آشلي ماسارو عارضة أزياء ومصارعة أمريكية
- آشلي بول ممثلة كندية
- آشلي سكوت ممثلة أمريكية
- آشلي ويستوود لاعب كرة قدم إنجليزي
- آشلي بوتشر ممثلة أمريكية
- آشلي سكوت ممثلة أمريكية
- آشلي سيمبسون مغنية وكاتبة أمريكية
- اشلي ايفرت ممثلة أمريكية
- اشلي فينك ممثلة أمريكية
- اشلي ريكاردز ممثلة ومخرجة أمريكية
- اشلي جونز ممثلة أمريكية
- اشلي كرو ممثلة أمريكية
- اشلي اكشتاين ممثلة أمريكية
- آشلي أولسن ممثلة ومصممة أزياء أمريكية
- اشلي لورانس ممثلة أمريكية